# Zambèze
Le Zambèze (également orthographié Zambèse au XIXe siècle), est un fleuve d’Afrique australe, le 4e fleuve du continent par la longueur, après le Nil, le Congo et le Niger.
Long de 2 750 kilomètres, il prend sa source en Zambie, fait une courte incursion en Angola et revient en Zambie, dont il délimite les frontières avec la Namibie, puis sur seulement moins de 400 m avec le Botswana et enfin avec le Zimbabwe. Il traverse le Mozambique, où il se jette dans l'océan Indien. Son bassin couvre 1 330 000 km2, et les pluies qui l’alimentent sont concentrées entre novembre et mars. Son débit habituel est relativement modeste, de 2 000 à 3 000 m3/s, mais il a atteint 32 800 m3/s en février 1956. Ses affluents principaux sont la Kafue et la Shire, émissaire du lac Malawi.
D’un bout à l’autre, il est enjambé par plusieurs grands ponts à Cazombo (en) en Angola, à Sesheke en Zambie, à la frontière de Katima Mulilo en Namibie, à Kazungula, aux chutes Victoria (le Livingstone Bridge qui marque la frontière entre la Zambie et le Zimbabwe), à Chirundu, sur cette même frontière, entre les lacs de Kariba et Cahora Bassa, à Tete et Caia au Mozambique, plus une passerelle suspendue accessible aux piétons et vélos uniquement, à Chinyingi (en) (dans le nord de la Zambie, non loin de la frontière avec l'Angola). Le barrage de Kariba permet aussi de franchir le fleuve par une route.
Les chutes Victoria sont l’endroit le plus spectaculaire du cours du Zambèze : partagées entre la Zambie et le Zimbabwe, elles constituent la plus grande cataracte du monde avec leurs 1 700 mètres de large et 108 mètres de haut. En amont de ces chutes, le fleuve coule dans la plaine du Barotseland, qu'il inonde périodiquement. En aval, il suit un canyon basaltique et s’achève par un vaste delta propice au cabotage. Malgré son parcours accidenté, le Zambèze offre de longues portions navigables.
La puissance hydroélectrique du fleuve est concentrée sur deux grands barrages. Le barrage de Kariba est utilisé par la Zambie et le Zimbabwe, et le barrage de Cahora Bassa au Mozambique alimente en énergie l’Afrique du Sud, notamment Johannesburg. Il existe également une centrale électrique plus petite aux chutes Victoria.

## Géographie

### La source
Le fleuve prend sa source dans le marécage noir au nord-ouest de la Zambie, en serpentant dans des collines boisées à environ 1 500 mètres d'altitude. À l’est de la source, la ligne de partage des eaux entre le Congo et les bassins du Zambèze est une ceinture bien délimitée de buttes relevées, tombant abruptement au nord et au sud, et s’étendant presque d’est en ouest entre les 11e et 12e parallèles. Cela isole distinctement le bassin de Luapula, la branche principale du Congo supérieur, de celui du Zambèze. A proximité de la source, la ligne de partage des eaux n’est pas aussi clairement définie, mais les deux systèmes de rivière ne communiquent pas.

### Le cours supérieur
Après s’être écoulé vers le sud-ouest pendant environ 240 km, le fleuve oblique vers le sud et est rejoint par de nombreux affluents. À quelques kilomètres en amont de Kakengi, le fleuve s’élargit de 100 à 350 mètres, et en aval passe par de nombreux rapides finissant dans les chutes de Chavuma, où il s’écoule alors à travers une fissure rocheuse. Le premier des principaux affluents du Zambèze est la rivière Kabompo dans la province nord-ouest de Zambie. Un peu plus au sud survient la confluence avec la rivière la plus large : la rivière Lungwebungu. La savane au travers de laquelle le fleuve s’étire débouche sur une vallée de bush plus grande, parsemée de palmiers Borassus. Le long des 160 premiers kilomètres du cours supérieur, la végétation dense se limite à d’étroites bandes de forêt ne s’étendant guère au-delà de quelques centaines de mètres des rives du Zambèze lui-même ainsi que de ses principaux affluents.

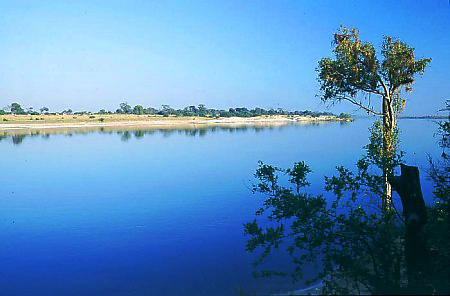
Le fleuve Zambèze dans le nord est de la Zambie

D’une altitude de 1 500 mètres à sa source, le fleuve descend à une altitude d’environ 1 100 mètres à Kakengi, à 350 km en aval. À partir de ce point et ce jusqu’aux chutes Victoria, le niveau du bassin est très uniforme, diminuant de seulement 180 mètres. Trente kilomètres en aval de la confluence du Lungwebungu, le paysage devient plat, et à la saison des pluies la plaine alentour est abondamment inondée. Quatre-vingts kilomètres en aval, le Luanginga qui, avec ses affluents, irrigue une vaste région vers l’ouest, rejoint le Zambèze. Quelques kilomètres plus haut vers l’est, le flux principal est rejoint par le Luena.
À une courte distance en aval de la confluence avec le Luanginga se trouve Lealui, une des capitales du peuple Lozi qui occupe en Zambie la région semi-autonome du Barotseland. Le chef des Lozis a deux lieux de résidence, l’autre étant à Limulunga, située davantage en hauteur et tenant lieu de capitale durant la saison des pluies. Le déplacement annuel entre Lealui à Limulunga est un évènement majeur, célébré comme l’un des festivals les plus connus de la Zambie, le Kuomboka.
Au-delà de Lealui, le fleuve oblique vers le sud-est. Il continue à recevoir de nombreux petits ruisseaux sur sa rive gauche, mais sa rive droite ne reçoit pas d’affluents durant 240 km, jusqu’au confluent avec la rivière Kwando. Avant cela, les chutes Ngonye et les rapides qui s’ensuivent interrompent la navigation. Au sud des chutes Ngonye, le fleuve longe brièvement la bande de Caprivi de la Namibie. La bande déborde de la Namibie et résulte de la période coloniale : elle fut rattachée à l’Afrique allemande du sud-ouest dans le but de donner un accès au Zambèze à l'Allemagne.
Au-delà de la jonction avec le Kwando, le Zambèze se dirige alors pratiquement plein est. Ici, le fleuve, très large et peu profond, coule assez lentement. En atteignant le rebord oriental du grand plateau central africain, il s’engage dans une sorte de gouffre et plonge littéralement. Ce sont les célèbres et majestueuses chutes Victoria.

### Le Zambèze moyen

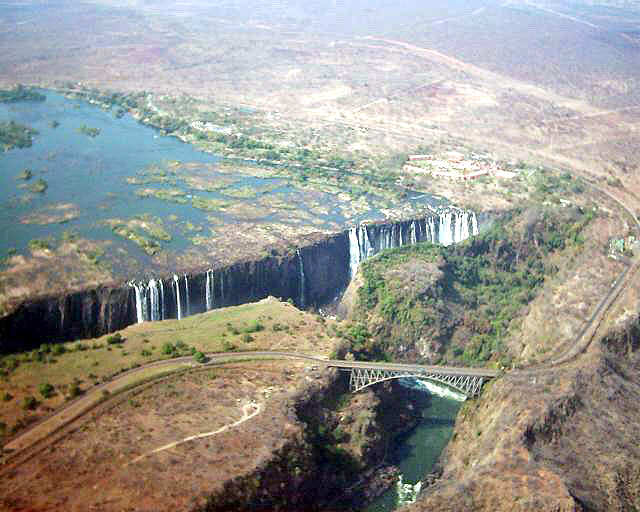
Les chutes Victoria, la fin du Zambèze supérieur et le commencement du Zambèze moyen

Les chutes Victoria sont considérées comme la frontière entre la limite supérieure et moyenne du Zambèze. En aval, le fleuve continue à couler droit vers l’est pendant environ 200 km, coupant perpendiculairement à travers les murs de basalte de 20 à 60 mètres, séparés par des collines de 200 à 250 m de haut. Le fleuve s’écoule doucement à travers la gorge, le courant étant continuellement interrompu par des écueils. Au-delà de la gorge se trouve une succession de rapides se terminant à 240 km en aval des chutes Victoria. Sur cette distance, la rivière perd 250 mètres d’altitude.
À ce point, la rivière pénètre dans le lac Kariba, créé en 1959 avec l’achèvement du barrage Kariba. Le lac est l’un des plus grands lacs artificiels du monde, et les usines hydroélectriques fournissent en électricité la majeure partie de la Zambie et du Zimbabwe.
La Luangwa et la Kafue sont les deux affluents les plus importants sur la rive gauche du Zambèze. La Kafue mesure environ 180 m. de large à sa confluence. À la confluence de la Luangwa (15°37' S) le Zambèze entre en Mozambique.
Le Zambèze moyen se termine quand il pénètre dans le lac de Cahora Bassa (aussi écrit Cabora Bassa). Les dangereux rapides connus autrefois sous le nom de Kebrabassa ont été submergés en 1974 au moment de la mise en eau du barrage de Cahora Bassa.

### Le cours inférieur
Le cours inférieur du Zambèze, soit 650 km à partir de Cahora Bassa jusqu’à l’océan Indien est navigable, bien que le fleuve soit peu profond en de nombreux endroits durant la saison sèche. Cette faible profondeur survient quand le fleuve entre dans une large vallée et s’étale en un large lit. Ce n'est qu’aux gorges de Lupata, à 320 km de son embouchure, que le fleuve est enserré entre des hautes collines, large alors d’à peine 200 mètres. En plaine, la largeur moyenne est de 5 à 8 km et se termine en delta. Le lit du fleuve est sablonneux et les rives sont basses et couvertes de roseaux. À cet endroit, particulièrement lors de la saison des pluies, les flots s’unissent dans un seul large fleuve circulant rapidement.

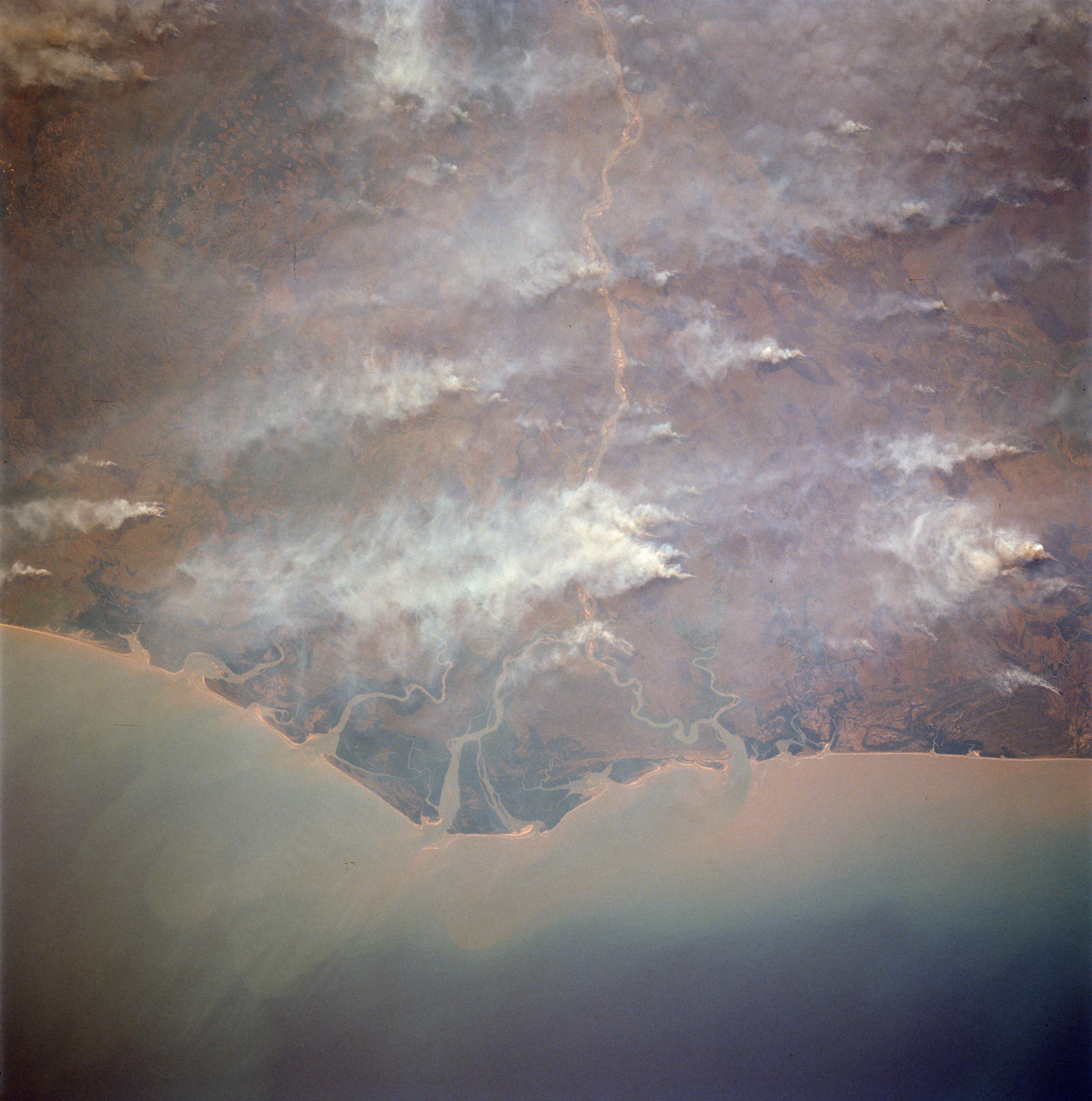
Le delta du Zambèze

À environ 160 km de son embouchure, le Zambèze reçoit le drainage du lac Malawi par la rivière Shire. En approchant de l’océan Indien, le fleuve se divise en de nombreuses branches et forme un large delta. Chacune des quatre principales branches, Milambe, Kongone, Luabo et Timbwe, est obstruée de bancs de sable. Plus au nord, l’embouchure de Chinde a une profondeur entre un minimum de 2 mètres d’eau à l’entrée et de 4 mètres au-delà. Elle est utilisée pour la navigation. 100 km plus au nord se trouve la rivière Quelimane, et à son embouchure la ville du même nom. Ce flot, qui s’envase, reçoit le débordement du Zambèze durant la saison des pluies. Le delta du Zambèze est aujourd’hui à peu près moitié moins large qu’il ne fut avant la construction des barrages de Kariba et Cahora Bassa destinés à contrôler les variations saisonnières de flux notamment en hiver.

### Contexte géologique
La région drainée par le Zambèze est un vaste plateau, au rebord abrupt, de 900 à 1 200 mètres d’altitude, constitué au centre de couches métamorphiques isolées et dans le secteur des chutes Victoria de roches magmatiques. À Shupanga, sur le Zambèze inférieur, de minces strates de grès gris et jaune, avec parfois une bande de calcaire, affleurent sur le lit du fleuve durant la saison sèche, et ce jusqu’au-delà de Tete, où se rencontrent de vastes filons de charbon. Du charbon est également présent dans la région juste en aval des chutes Victoria. On rencontre également un certain nombre de filons aurifères à divers endroits.

## Les affluents
Le Zambèze possède de nombreux affluents. Certains des plus importants sont décrits ici, en partant de l’amont.
Le Kabompo s’écoule depuis les hautes terres formant la ligne de partage des eaux entre les systèmes du Congo et le Zambèze. Il est lui-même constitué par la réunion du Kabompo supérieur et la rivière Lunga (légèrement plus large), et rejoint le Zambèze au nord de la ville de Lukulu. Le Lungwebungu, qui se jette dans le Zambèze en aval un peu au sud de la jonction avec le Kabompo, est large de 200 mètres dans son cours supérieur et s’écoule dans une vallée bordée de sables fins, couverte d’une forêt claire et dont le sol est quelquefois inondé sur une largeur de plusieurs kilomètres.
La rivière Kwando, le plus important des affluents de la rive droite naît en Angola, et forme la frontière entre la Zambie et l’Angola sur une partie de son cours, avant d’obliquer vers le sud, puis enfin vers l’est pour rejoindre le Zambèze. Dans cette dernière section, le Kwando trouve difficilement son chemin à travers un vaste marais truffé d’îles alluvionnaires, sur une distance de près de 110 km. À son coude le plus méridional, il est rejoint par le Magwekwana, lequel en période d’inondation reçoit le surplus d’eaux de l’Okavango, lorsque le niveau du lac déborde, contribuant à augmenter sensiblement le débit du Kwando, alors même que sa crue propre est achevée.
Le plus large des affluents du Zambèze moyen, la Kafue, prend sa source en Zambie dans la province du Copperbelt, non loin de la frontière avec la République démocratique du Congo, à une altitude de 1 350 mètres dans un secteur forestier dense. Le courant principal est rejoint plus tard par la Lunga (ou Lunaga). Le barrage d'Itezhi-Tezhi fournit une importante source d’énergie hydroélectrique. La rivière constitue également un milieu privilégié pour la grande faune et la flore, protégés au sein du plus grand parc national de Zambie, le parc national de Kafue. La partie aval de la Kafue emprunte une succession de chutes et de rapides, dégringolant de plusieurs centaines de mètres en seulement 25 km.
La Luangwa, plus à l’est, est également un important affluent, né au nord-ouest du lac Malawi, près duquel il coule parallèlement dans son cours supérieur. Généralement, la Luangwa s’écoule dans une vallée plate encadrée par les escarpements assez abrupts des plateaux avoisinants. Son lit est peu profond mais rapide, quoique relativement large. Ses propres affluents, la Lunsemfwa et la Lukasashi drainent une grande partie du plateau occidental zambien. La Luangwa rejoint le Zambèze un petit peu en amont de la ville de Zumbo. La vallée de la Luangwa constitue une importante zone naturelle de protection de la vie sauvage, notamment grâce aux parcs nationaux de North Luangwa National Park et de South Luangwa. Par ailleurs, elle sert de frontière entre la Zambie et le Mozambique sur une distance d’environ 75 km avant sa jonction avec le Zambèze.
Au-delà, le Zambèze reçoit l’apport de diverses rivières provenant du nord Zimbabwe, telles la Shangani, la Sanyati ou encore l’Hanyani. La Mazoe qui naît dans le Mashonaland et le Shire, né au lac Malawi, se jettent dans le Zambèze en aval du barrage de Cahora Bassa.

## L’exploration du fleuve

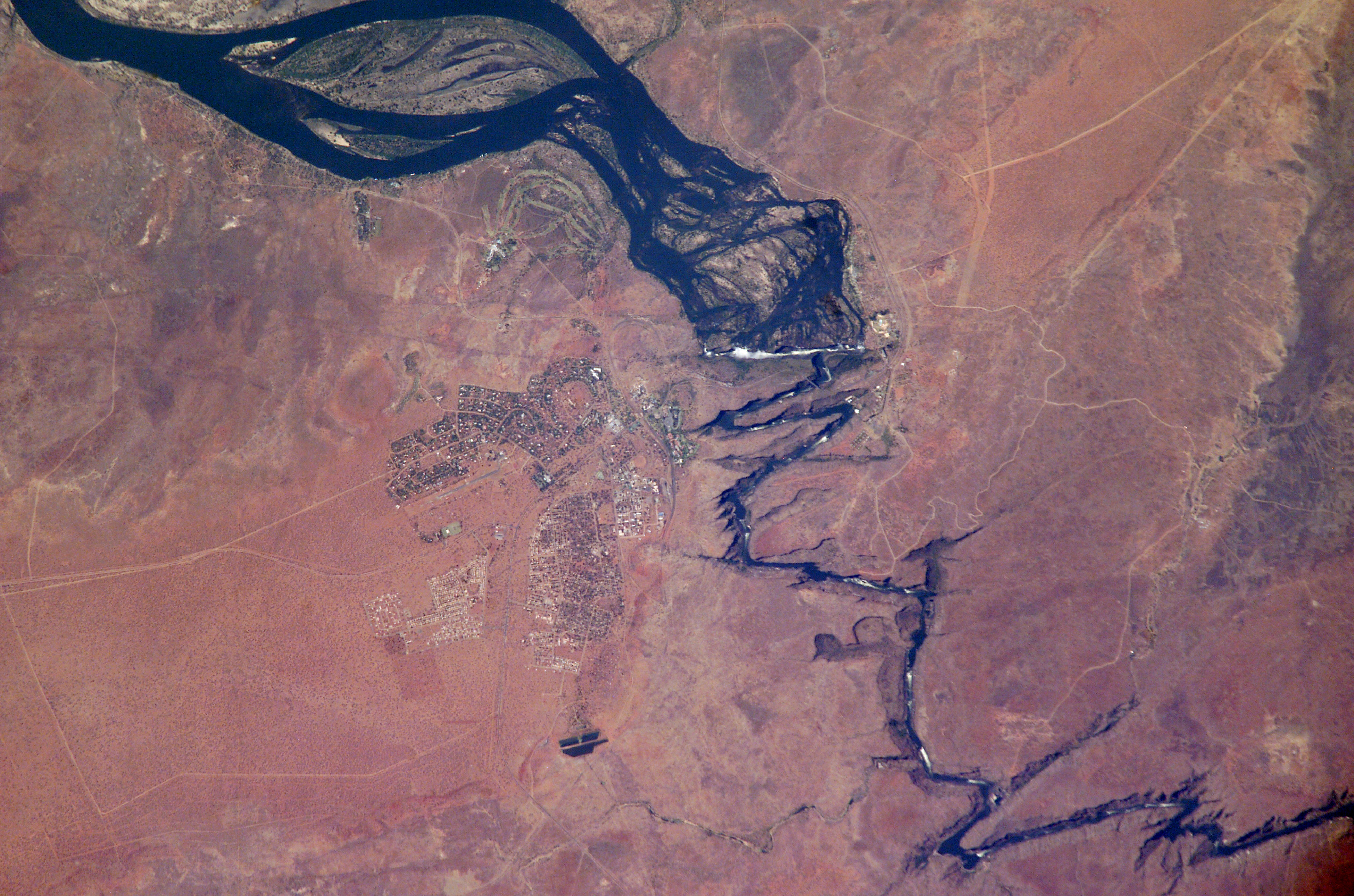
Image satellite montrant les chutes Victoria et série subséquente de gorges zigzagantes

La région du Zambèze était connue des géographes du Moyen Âge en tant qu’Empire du Monomotapa et le cours du fleuve, tout comme la position des lacs Ngami et Nyassa, furent généralement situés avec précision dans les premières cartes, très probablement à partir d’informations de sources arabes.
Le premier Européen à visiter le fleuve intérieur du Zambèze est le portugais António Fernandes en 1511 et encore en 1513, dans le but de rendre compte des conditions commerciales et des activités de l'intérieur de l'Afrique centrale. Le rapport final de ces explorations a révélé l'importance des ports du Haut-Zambèze sur le système commercial local, en particulier pour le commerce de l'or de l'Afrique de l'Est.
La première exploration du haut Zambèze a été faite par David Livingstone dans son exploration depuis le Bechuanaland entre 1851 et 1853. Deux ou trois ans plus tard, il a descendu le Zambèze à son embouchure et, au cours de ce voyage, a trouvé les chutes Victoria. En 1858-1860, accompagné de John Kirk, Livingstone remonta le fleuve par l'embouchure de Kongone jusqu'aux chutes et traça le cours de son affluent le Shire et atteignit le lac Malawi.
Durant les 35 années suivantes, peu d'exploration de la rivière ont eu lieu. L'explorateur portugais Serpa Pinto a examiné certains des affluents de l'ouest de la rivière et a effectué des mesures des chutes Victoria en 1878. En 1884, le missionnaire des Frères de Plymouth, Frederick Stanley Arnot, a parcouru la hauteur des terres entre les bassins hydrographiques du Zambèze et du Congo, et a identifié la source du Zambèze. Il a estimé que la colline Kalene, située à proximité, était un endroit particulièrement adapté pour une mission. Arnot était accompagné par le commerçant portugais et officier de l'armée António Francisco da Silva Porto. En 1889, le canal de Chinde au nord des principales bouches de la rivière a été vue. Deux expéditions menées par le major Alfred St Hill Gibbons de 1895 à 1896 et de 1898 à 1900 ont continué les travaux d'exploration commencés par Livingstone dans le bassin supérieur et le cours central de la rivière.

## La faune et la flore

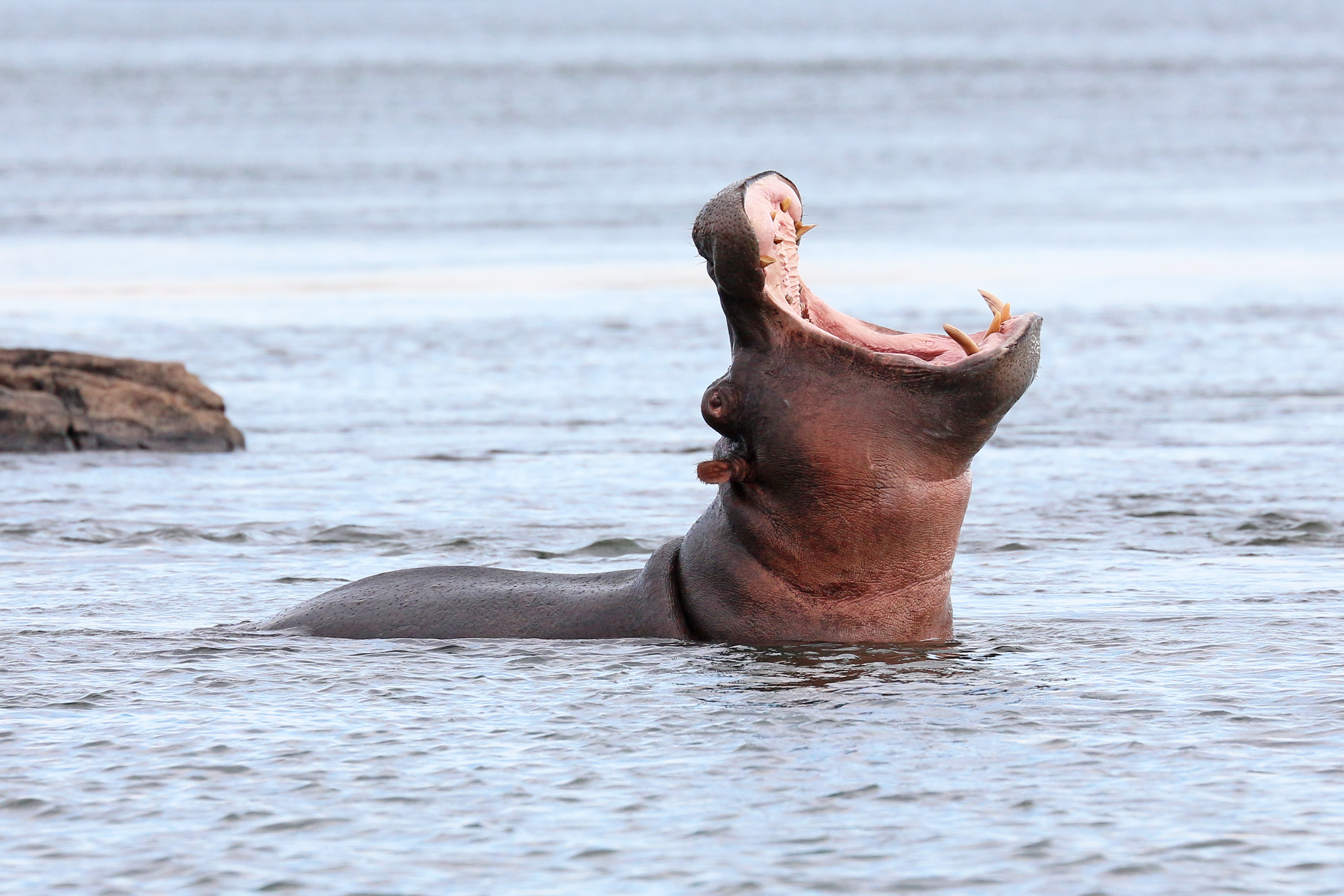
Un hippopotame (Hippopotamus amphibius) dans le Zambèze, en train de bâiller.

Le fleuve abrite une population d’animaux nombreux et variés. Les hippopotames abondent au long des sections calmes du fleuve, tout comme de nombreux crocodiles. Des varans sont présents en de nombreux endroits. Les oiseaux sont également abondants, au travers d’espèces telles que le héron, le pélican, l’aigrette et le pygargue vocifère très présent. La zone boisée fluviale abrite aussi de nombreux animaux : buffles, zèbres, girafes et éléphants. Cependant, en aval de Kariba et du barrage de Cahora Bassa, la fin des inondations saisonnières annuelles a entraîné une réduction radicale de leur aire d’habitat et par voie de conséquence une diminution très forte de leur nombre, ainsi que d’autres espèces de mammifères.
Le Zambèze compte également plusieurs centaines d’espèces différentes de poissons, dont quelques-unes endémiques de ce biotope. De nombreuses espèces, notamment les cichlidés, largement pêchés pour l’alimentation, aussi bien que des silures (tel l'énorme Vundu), de dangereux poissons tigres (tel le puissant Hydrocynus vittatus (es) qui attaque souvent en bandes), des characins, des yellowfish (famille des carpes) et d'autres espèces sont présentes. Le requin bouledogue, parfois connu sous la dénomination de requin du Zambèze, au large du delta, se rencontre néanmoins également ailleurs autour du monde. Son habitat normal se trouve dans les eaux côtières mais il remonte parfois, jusque assez loin vers l’intérieur des terres, le cours de certains fleuves, dont le Zambèze. C’est un requin agressif, responsable de nombreuses attaques sur l’homme.

## L’économie

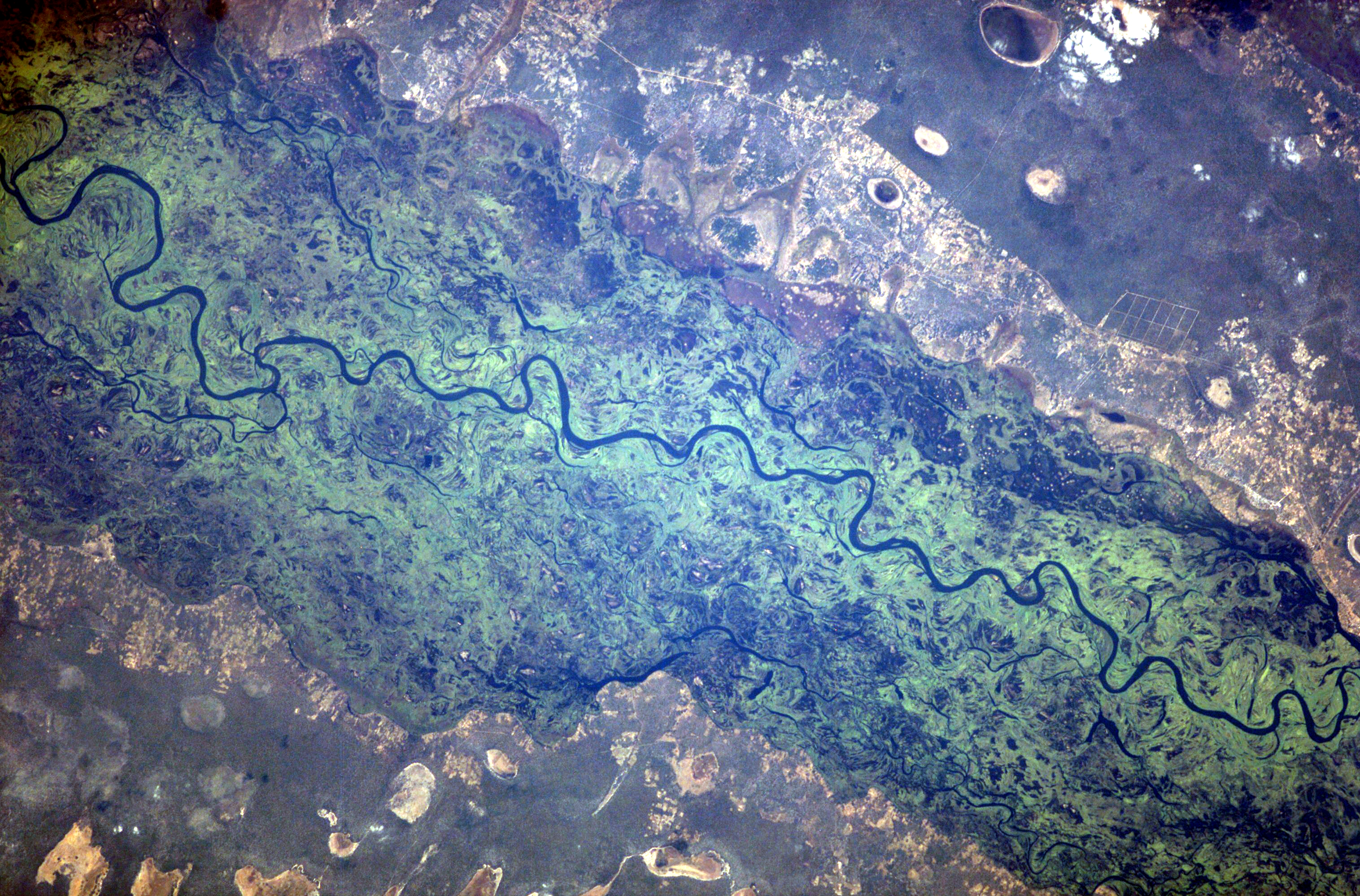
Le fleuve et ses plaines d’inondation près de Mongu en Zambie

La population de la vallée du fleuve du Zambèze est estimée à environ 32 millions. Environ 80 % de la population de la vallée dépend de l’agriculture, et les zones inondables du fleuve supérieur offrent de bonnes terres agricoles.
Les communautés habitant près du fleuve pratiquent la pêche de façon extensive, et de nombreuses personnes viennent de loin pour pêcher. Certaines villes de Zambie situées sur les routes menant vers le fleuve appliquent, en dehors de tout texte officiel, « des taxes de pêche » envers ceux qui emportent du poisson pêché dans le Zambèze vers d’autres parties du pays. À côté de la pêche économique, la pêche de loisir est une activité significative sur certaines parties du fleuve. Entre Mongu et Livingstone, plusieurs aménagements pour safaris sont destinés aux touristes à la recherche d’espèces exotiques ; beaucoup attrapent aussi des poissons pour les vendre aux aquariums.
La vallée du fleuve est riche en dépôts minéraux et en combustibles fossiles; l’extraction du charbon est importante en certains endroits. Les barrages qui le jalonnent fournissent aussi des emplois à de nombreux riverains, notamment dans les activités de maintenance des centrales hydroélectriques et des barrages eux-mêmes. Plusieurs parties du fleuve sont aussi des destinations touristiques très populaires. Les chutes Victoria reçoivent plus de 1 500 000 visiteurs par an, tandis que le Parc national de Mana Pools et le lac Kariba attirent aussi de nombreux touristes.

## Les transports

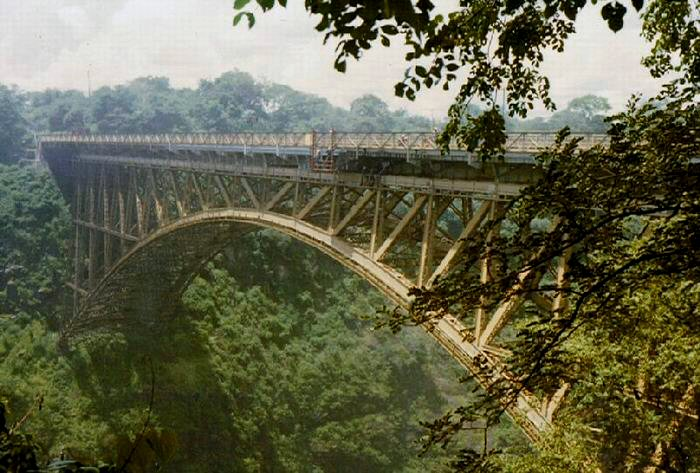
Le pont des chutes Victoria. Photo de 1975.

Le fleuve est fréquemment interrompu de rapides et, de ce fait, n’a jamais constitué une importante route de transport sur longue distance. Cependant, localement, il est souvent plus facile de voyager en canoë le long du fleuve plutôt que sur les routes rudimentaires souvent en très mauvais état car régulièrement submergées par les eaux, et beaucoup de petits villages le long des rives ne sont accessibles que par bateau.
Plusieurs grands ponts traversent le fleuve le long de son cours. Cependant, à de nombreux endroits des pontons transportent des personnes et des véhicules le long du fleuve. Le pont des chutes Victoria a été le premier construit, et achevé en avril 1905. Initialement il s’agissait d’un lien dans le plan de Cecil Rhodes de construire une ligne de chemin de fer entre la ville du Cap et le Caire. Le pont est de 250 m, avec une arche principale enjambant une longueur de 150 m, et le sommet du pont est à 150 mètres au-dessus du niveau du fleuve.
Par la suite, des ponts ont été construits à Chirundu en Zambie (1939 et remplacé en 2003), à Tete en Mozambique où le pont Samora Machel a été ouvert en 1973 et à Chinyingi dans le nord de la Zambie dans les années 1970 (ce dernier n’est qu’une passerelle). 2004 a vu la réalisation d’un pont routier de 900 m enjambant le fleuve de Sesheke en Zambie à Katima Mulilo en Namibie, connectant Lusaka, la capitale de la Zambie avec le port en eau profonde de Walvis Bay sur la côte de Namibie via la Trans-Caprivi Highway. Trois grands ponts ont été livrés au Mozambique sur le Zambèze inférieur entre 1973 et 2014.
Prévu pour une ouverture en 2019, le pont de Kazungula de 923 mètres de long et 18,5 mètres de large relie par une très étroite frontière les villes homonymes de Kazungula entre Zambie et le Botswana. Son plan est incurvé pour éviter les frontières voisines du Zimbabwe et de la Namibie. Il s'agit d'un pont extradossé de caissons en béton précontraint assemblés en encorbellement dont la stabilité de l’ensemble est améliorée par un haubanage surbaissé

## L’écologie

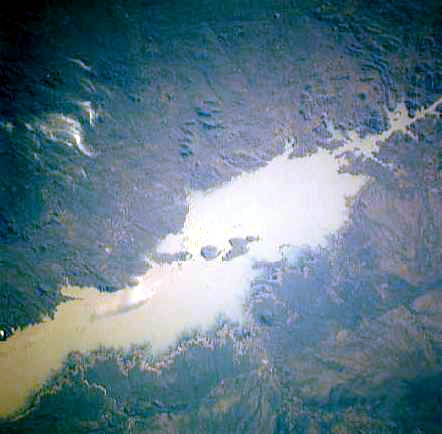
Lac de Cahora Bassa en Mozambique, une des sources majeures d’énergie hydro-électrique du fleuve

Les effluents des égouts sont une des causes majeures de pollution de l’eau autour des zones urbaines, de même que les usines d’épuration inadaptées présentes dans les principales villes de la région. Ceci induit une eutrophisation des eaux du fleuve et, en raison d’une mauvaise hygiène, favorise la propagation de maladies telles que le choléra, le typhus et la dysenterie.
La construction de deux barrages majeurs régulant le flux du fleuve a eu des conséquences importantes sur la faune et la flore et les populations de la région du Zambèze inférieur. Quand le barrage du Cahora Bassa a été construit en 1973, les autorités ont permis son remplissage en une seule saison des pluies, alors que deux saisons au minimum auraient été nécessaires. La réduction radicale du débit du fleuve a entrainé une réduction de 40 % de la couverture des mangroves, accroissant fortement l’érosion de la région côtière et une réduction de 60 % de la capture des crevettes en dehors de l’embouchure du fait d’une diminution de l’emplacement du limon et de ses nutriments. Les écosystèmes des zones humides en aval du barrage ont été considérablement altérés.

## Les villes principales
Sur une grande partie des rives du fleuve, la population est rare et les principales villes et cités le long du fleuve sont entre autres :
- Katima Mulilo (Namibie)
- Mongu, Lukulu, Livingstone, et Sesheke (Zambie)
- Victoria Falls et Kariba (Zimbabwe)
- Songo et Tete (Mozambique)